# 슈퍼 드래그 퀸
《슈퍼 드래그 퀸》(포르투갈어: Super Drags 슈퍼 드래그 퀸[*])는 브라질의 성인 애니메이션 만화 웹 TV 시리즈이다.